# میشل لاتیمر
میشل لاتیمر (انگلیسی: Michelle Latimer)؛ بازیگر، کارگردان، فیلم‌ساز اهل کانادا است. او ابتدا برای بازی در نقش تریش سیمپکین در مجموعه تلویزیونی سقوط بهشت که به‌صورت ملی در کانادا در ویترین تلویزیون نمایش داده شد (۲۰۰۱–۲۰۰۴) به شهرت رسید. از اوایل دهه ۲۰۱۰، او چندین فیلم مستند را کارگردانی کرده‌است، از جمله اولین کارگردانی فیلم بلند خود، آلیاس و سریال شبکه تلویزیونی وایسلند با عنوان ظهور می‌باشد که بر اعتراضات خط لوله دسترسی داکوتا در سال ۲۰۱۶ تمرکز دارد و به سال ۲۰۱۸ برنده ششمین مراسم سالانه جایزه هنرهای تصویری کانادا شد.
فیلم مستند هندی ناخوشایند لاتیمر در جشنواره بین‌المللی فیلم تورنتو ۲۰۲۰ موفق به کسب جایزه بهترین فیلم کانادایی و برترین فیلم مستند این جشنواره شد. او همچنین خالق، نویسنده و کارگردان سریال حقه‌باز شبکه سی‌بی‌سی تله‌ویژن می‌باشد.

## زندگی شخصی
لاتیمر متولد و بزرگ شده شهر ثاندر بی و دانش‌آموخته تئاتر از دانشگاه کنکوردیا شهر مونترآل استان کبک کانادا می‌باشد.

## حرفه
لاتیمر در ابتدا برای به تصویر کشیدن نقش نوجوان گوت تریش سیمپکین در سقوط بهشت مورد توجه قرار گرفت. به غیر از سقوط بهشت، لاتیمر نقش‌های محدودی در دیگر تولیدات تلویزیونی داشته‌است. در سال ۲۰۰۴، او دو حضور مهمان در سریال کم هزینه کانادایی قطار ۴۸ و حضوری جزئی در رزیدنت ایول: آخرالزمان داشت.
پس از سقوط بهشت، او با بازی در بقایای انسان ناشناس و طبیعت واقعی عشق، نوشته برد فریزر، به صحنه تئاتر بازگشت. او این نمایش را در سال ۲۰۰۴ و با بازی در نقش یک روسپی روانی به نام بنیتا در سالن تئاتر کروز تئاتر در تورنتو اجرا کرد. مانند سقوط بهشت، این نمایشنامه نیز به دلیل نمایش آشکار تمایلات جنسی جنجالی داشت.
لاتیمر بعداً فیلمی انیمیشنی به نام خفه شدن را تولید و کارگردانی کرد که توسط براووفکت تأمین مالی و در جشنواره فیلم ساندنس به نمایش درآمد و یکی از پنج انیمیشن کوتاه نامزد دریافت جایزه جینی در سال ۲۰۱۱ بود.
از اوایل دهه ۲۰۱۰، لاتیمر وقت خود را به ساخت فیلم مستند اختصاص داده‌است. در سال ۲۰۱۳، او در اولین تجربه کارگردانی، فیلم بلند خود با نام آلیاس را ساخت، که نمایشی‌ست از رپرهای مشتاق به فرار از زندگی گانگستری. این فیلم نقدهای مثبتی دریافت کرد و نامزد چندین جایزه از جمله جایزه هنرهای تصویری کانادا شد و در جشنواره بین‌المللی مستند هات داکز کانادا نیز به نمایش درآمد. همچنین در سال ۲۰۱۳، به عنوان یکی از ۱۰ اثر پربازدید نشریه پلی‌بک انتخاب شد.
سریال ظهور لاتیمر که برای شبکه تلویزیونی وایسلند ساخته شد، بر اعتراضات خط لوله دسترسی داکوتا در سال ۲۰۱۶ تمرکز داشت و در بخش رویدادهای ویژه جشنواره فیلم ساندنس ۲۰۱۷ به نمایش درآمد. این سریال در سال ۲۰۱۸ برنده ششمین مراسم سالانه جایزه هنرهای تصویری کانادا شد.در حین دریافت جایزه، لاتیمر آنچه را که سی‌بی‌سی نیوز «یکی از پرشورترین سخنرانی‌های شب» توصیف کرد، ارائه کرد و در آن مقاومت ذاتی را در استندینگ راک جشن گرفت.
در سال ۲۰۲۰، به عنوان خالق، نویسنده و کارگردان از سریال درام حقه‌باز رونمایی کرد. پیش از پخش تلویزیونی، دو قسمت از سریال در برنامه Primetime در جشنواره بین‌المللی فیلم تورنتو ۲۰۲۰، و در جشنواره بین‌المللی فیلم سینی‌فست سادبری در سادبری به نمایش درآمد.

## افتخارات
| سال  | جشنواره                                 | رده                                            | اثر نامزدشده                 | نتیجه    | ارجاع.           |
| ---- | --------------------------------------- | ---------------------------------------------- | ---------------------------- | -------- | ---------------- |
| ۲۰۱۲ | جایزه جمینای                            | بهترین انیمیشن کوتاه                           | خفه شدن                      | نامزدشده | [ ۲۳ ]           |
| ۲۰۱۳ | جشنواره بین‌المللی مستند هات داکز کانادا | بهترین فیلم مستند کانادایی                     | آلیاس                        | نامزدشده | [ ۲۴ ]           |
| ۲۰۱۵ | جایزه هنرهای تصویری کانادا              | بهترین برنامه یا سریال مستند زندگینامه یا هنری | آلیاس                        | نامزدشده | [ ۲۵ ]           |
| ۲۰۱۵ | جشنواره فیلم یورکتون                    | جایزه طلایی جشنواره فیلم یورکتون - موضوع کوتاه | زیرِ زمین                     | برنده    | [ ۲۶ ]           |
| ۲۰۱۸ | جایزه هنرهای تصویری کانادا              | بهترین برنامه مستند                            | ظهور                         | برنده    | [ نیازمند منبع ] |
| ۲۰۲۰ | جشنواره بین‌المللی فیلم تورنتو           | جایزه برگزیده مردم برای فیلم‌های مستند          | هندی ناخوشایند               | برنده    | [ نیازمند منبع ] |
| ۲۰۲۰ | جشنواره بین‌المللی فیلم تورنتو           | بهترین فیلم کانادایی                           | هندی ناخوشایند               | برنده    | [ نیازمند منبع ] |
| ۲۰۲۰ | جشنواره بین‌المللی فیلم تورنتو           | Amplify Voices Award: BIPOC Directors          | هندی ناخوشایند / میشل لاتیمر | نامزدشده | [ ۲۷ ]           |
| ۲۰۲۰ | جشنواره بین‌المللی فیلم تورنتو           | ده فیلم برتر کانادایی                          | هندی ناخوشایند               | برنده    | [ نیازمند منبع ] |
| ۲۰۲۰ | جوایز انجمن کارگردانان کانادا           | جایزه آلن کینگ برای بهترین فیلم مستند          | هندی ناخوشایند               | برنده    | [ نیازمند منبع ] |
| ۲۰۲۰ | جشنواره فیلم ونکوور                     | محبوب‌ترین مستند کانادایی                       | هندی ناخوشایند               | برنده    | [ ۲۸ ]           |
| ۲۰۲۰ | جشنواره بین‌المللی مستند مونترال         | جایزه بزرگ، ویژگی ملی                          | هندی ناخوشایند               | برنده    | [ نیازمند منبع ] |
| ۲۰۲۰ | جشنواره بین‌المللی مستند مونترال         | جایزه مگنوس ایسکسون                            | هندی ناخوشایند / میشل لاتیمر | برنده    | [ نیازمند منبع ] |